# Coombe (St Stephen-in-Brannel)
Coombe – wieś w Anglii, w Kornwalii. Leży na zachód od St Austell, 53 km na północny wschód od miasta Penzance i 359 km na zachód od Londynu.